# 三界の人体地図
『三界の人体地図』（さんかいのじんたいちず）は、日本の音楽ユニットであるP-MODELの映像作品。P-MODEL初の全国流通盤の映像作品となった。

## 概要
1988年4月に行われたAXIA主催のシリーズライブ「FUJI AV LIVE」の第27回の模様を収録している。本作のディレクターはライブ上の映像演出を担当した守口寛が担当し、ビデオの要所で流れるVFXパートは平沢祐一が制作している。
本公演では、P-MODELの8thアルバムとして予定していた『モンスター』より「MONSTER A GO GO」「CRUEL SEA」「MONSTERS A GO GO」「コヨーテ」の4曲が披露されており、本作にも収録されている。ビデオの曲順は実際の公演とは入れ替えられており、実際には「Zebra」が本編のラストであり、「偉大なる頭脳」～「コヨーテ」はアンコールとして披露されていた。
1988年9月に発売されたビデオマガジン「VOS」第7号（宝島社）にも同公演の「サイボーグ」が収録されており、こちらにはイントロ部にあったVFXパートが無いため、ノーカットで収録されている。

## リリース解説
- VHS 初版（OMH-V001）
  - P-MODELが所属していた当時の個人事務所であるモデルハウスより直販された。
  - 本公演で演奏された「BIKE」「偉大なる頭脳」「ATOM-SIBERIA」の3曲はカットされており、未収録となっている。

- VHS 第二版（SYUN-016）・DVD版（CHTE-0032）
  - 1996年にメンバーの平沢進が主宰していた「DIW/SYUN」レーベルより再発され、2005年に平沢の個人事務所であるケイオスユニオンよりDVD版が発売された。
  - 再発版とDVD版には「偉大なる頭脳」「ATOM-SIBERIA」の2曲が追加収録されているが、映像にエフェクトがかけられている。また、部分的にノイズが入り、映像と音声のズレが生じる箇所がある[2]。

## オリジナル版 収録曲
全作詞・作曲：平沢進、全編曲：P-MODEL（注記を除く）
| #   | タイトル                                    | 作詞 | 作曲・編曲 |
| --- | ------------------------------------------- | ---- | ---------- |
| 1.  | 「FROZEN BEACH」                            |      |            |
| 2.  | 「MONSTER A GOGO」                          |      |            |
| 3.  | 「LICORICE LEAF」(作詞・作曲：中野照夫)     |      |            |
| 4.  | 「フ・ル・ヘッ・ヘッ・ヘッ」                |      |            |
| 5.  | 「KARKADOR」                                |      |            |
| 6.  | 「おやすみDOG」                             |      |            |
| 7.  | 「CRUEL SEA」(作詞・作曲：中野照夫)         |      |            |
| 8.  | 「FISH SONG」(作詞・作曲：平沢進、神尾明朗) |      |            |
| 9.  | 「サイボーグ」                              |      |            |
| 10. | 「OH MAMA!」                                |      |            |
| 11. | 「LEAK」                                    |      |            |
| 12. | 「サンパリーツ」(作詞・作曲：中野照夫)      |      |            |
| 13. | 「ブループリント」(作詞・作曲：田中靖美)    |      |            |
| 14. | 「MONSTERS A GO GO」(作詞・作曲：中野照夫)  |      |            |
| 15. | 「コヨーテ」                                |      |            |
| 16. | 「ZEBRA」                                   |      |            |

## 第二版・DVD版 収録曲
全作詞・作曲：平沢進、全編曲：P-MODEL（注記を除く）
| #   | タイトル                                    | 作詞 | 作曲・編曲 |
| --- | ------------------------------------------- | ---- | ---------- |
| 1.  | 「FROZEN BEACH」                            |      |            |
| 2.  | 「MONSTER A GOGO」                          |      |            |
| 3.  | 「LICORICE LEAF」(作詞・作曲：中野照夫)     |      |            |
| 4.  | 「フ・ル・ヘッ・ヘッ・ヘッ」                |      |            |
| 5.  | 「KARKADOR」                                |      |            |
| 6.  | 「おやすみDOG」                             |      |            |
| 7.  | 「CRUEL SEA」(作詞・作曲：中野照夫)         |      |            |
| 8.  | 「FISH SONG」(作詞・作曲：平沢進、神尾明朗) |      |            |
| 9.  | 「サイボーグ」                              |      |            |
| 10. | 「OH MAMA!」                                |      |            |
| 11. | 「ATOM-SIBERIA」                            |      |            |
| 12. | 「LEAK」                                    |      |            |
| 13. | 「サンパリーツ」(作曲・作詞：中野照夫)      |      |            |
| 14. | 「偉大なる頭脳」                            |      |            |
| 15. | 「ブループリント」(作詞・作曲：田中靖美)    |      |            |
| 16. | 「MONSTERS A GO GO」(作詞・作曲：中野照夫)  |      |            |
| 17. | 「コヨーテ」                                |      |            |
| 18. | 「ZEBRA」                                   |      |            |

## 参加ミュージシャン
P-MODEL
- 平沢進 - ボーカル、ギター
- 田井中貞利 - ドラムス
- 中野照夫 - ベース、ボーカル
- ことぶき光 - キーボード

ビデオスタッフ
- 守口寛 - ディレクター、ステージ映像演出
- 平沢祐一 - ディレクター、VFXパート制作
- イナガキキヨシ - カバーデザイン
- NAGANO MITSUO - コーディネート
- SUNX - カメラスタッフ
- GOK SOUND - レコーディング

- MAKANAE HISAYUKI - ビデオリメイク（再発版・DVD版）
- HARUKI TAKAYANAGI - オーサリング（DVD版）
- NON GRAPH - スリーブデザイン（DVD版）